# XEK-AM
XHK es una estación de radio localizada en Nuevo Laredo, Tamaulipas (México). Es conocida como «La Grande 90.9 FM». Transmite música popular para los radio escuchas de Nuevo Laredo y Laredo (Texas).

## Historia
XEK 960 AM fue fundada el 17 de mayo de 1937 en Nuevo Laredo. Tiene una potencia de 5000 watts. Es la estación con más alcance en Nuevo Laredo. Su señal cubre la mayor parte de los estados del Noreste de México; Tamaulipas, Nuevo León y Coahuila y parcialmente a los estados de Chihuahua, Durango, Zacatecas y San Luis Potosí.